# Kenny Howard
Kenneth Robert Howard (7 septembre 1929 - 19 septembre 1992), également connu comme Dutch, Von Dutch, ou J. L. Bachs (Joe Lunch Box), était un mécanicien de moto américain, artiste, pinstriper, carrossier, coutelier et armurier. Son père, Wally Howard, était peintre en lettres à Los Angeles, et dès l'âge de dix ans, le jeune Howard était déjà capable de peindre et de tracer des lettres à un niveau professionnel.
Le surnom "Von Dutch" a été choisi pour signifier "têtu comme un Hollandais." Cependant, von n'est pas du néerlandais, mais de l'allemand, qui signifie "de", alors que le hollandais est van.

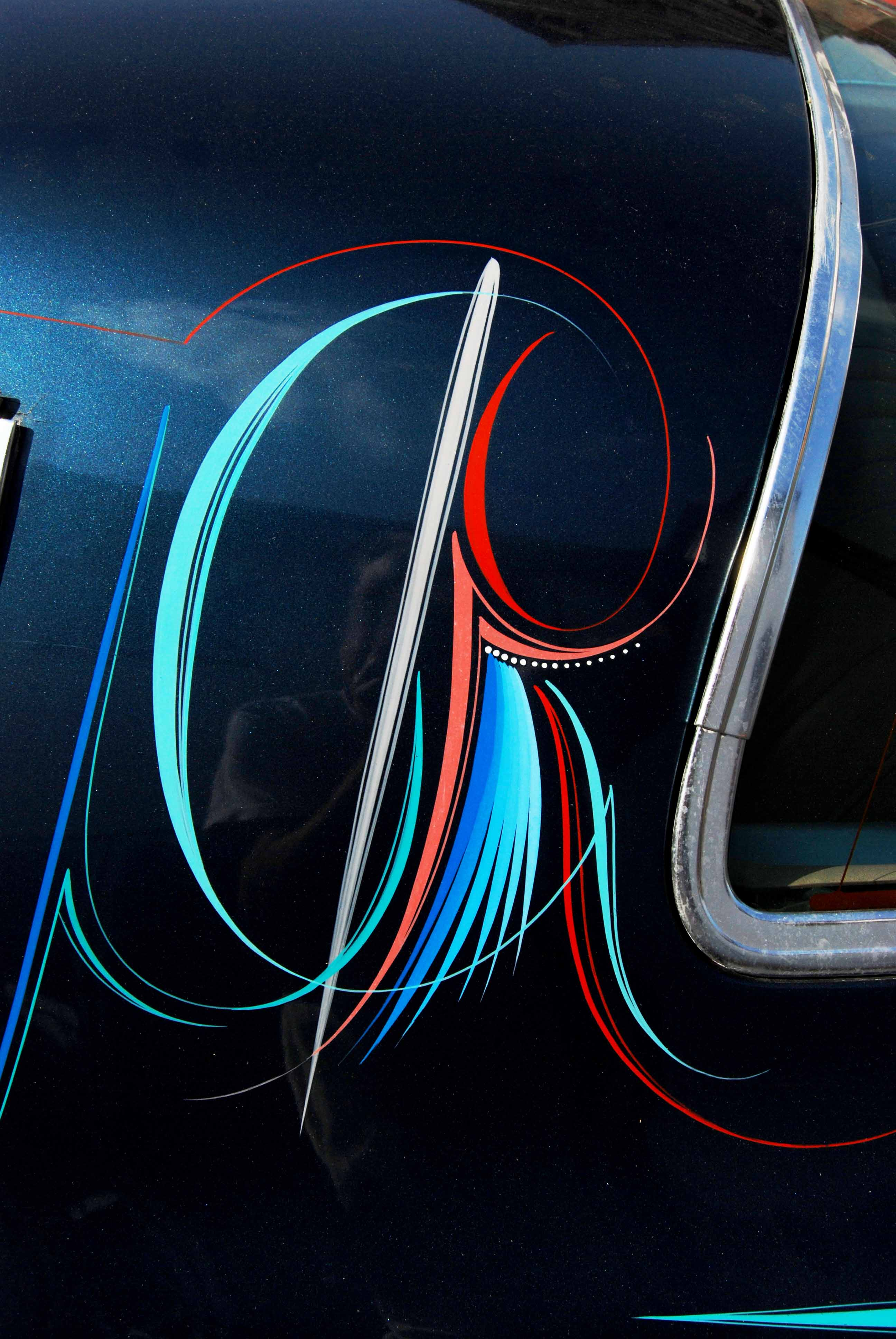
Pin Stripe complexe de Von Dutch sur la Blue Velvet

## Jeunesse
Fils d'un peintre en signalétique, Howard a appris le lettrage et le pinstriping de manière professionnelle dès l'âge de dix ans. Alors qu'il était scolarisé à la Compton High School, Howard excellait dans l'athlétisme et fut désigné comme "l'homme le plus rapide de L.A". Les membres de la famille lui ont donné le surnom de "Dutch" parce qu'il était "aussi têtu qu'un Hollandais," il a ajouté que le préfixe "Von" fut rajouté plus tard, comme une signature artistique.

## Travail
Howard a commencé à gagner de l'argent dans les années 1950 en faisant des pinstriping avec des collègues striper comme Dean Jeffries . Von Dutch a eu une influence majeure dans la personnalisation des véhicules, des années 1950 à aujourd'hui. Certaines de ses œuvres célèbres incluent le flying eyeball (globe oculaire volant) et les camions Kenford custom, ainsi que de nombreuses motos custom et beaucoup de voitures customisées ayant remporté des prix. Parmi les nombreux passionnés de voiture custom et de moto, il est considéré comme l'un des pères de la Kustom Kulture.
Armurier et coutelier passionné, Von Dutch a fabriqué nombre de couteaux d'art et d'armes à feu embellies. Il s’agissait pour la plupart d’adaptations d’articles existants auxquels il a ajouté son talent artistique. En 1958, Von Dutch conçu et produit la Mare's Leg, une Winchester 1866 à canon scié pour la série télévisée Wanted: Dead or Alive .
En 1979, Von Dutch a achevé le striping de la fameuse Pontiac Bluebird "Blue Velvet", avec deux bandes parfaitement parallèles de 16 pieds et demi de long sur chaque côté du véhicule. Ces bandes ont été complétées à la main et ont atteint un niveau de perfection qui a donné naissance à la légende de Von Dutch en tant que stripper .

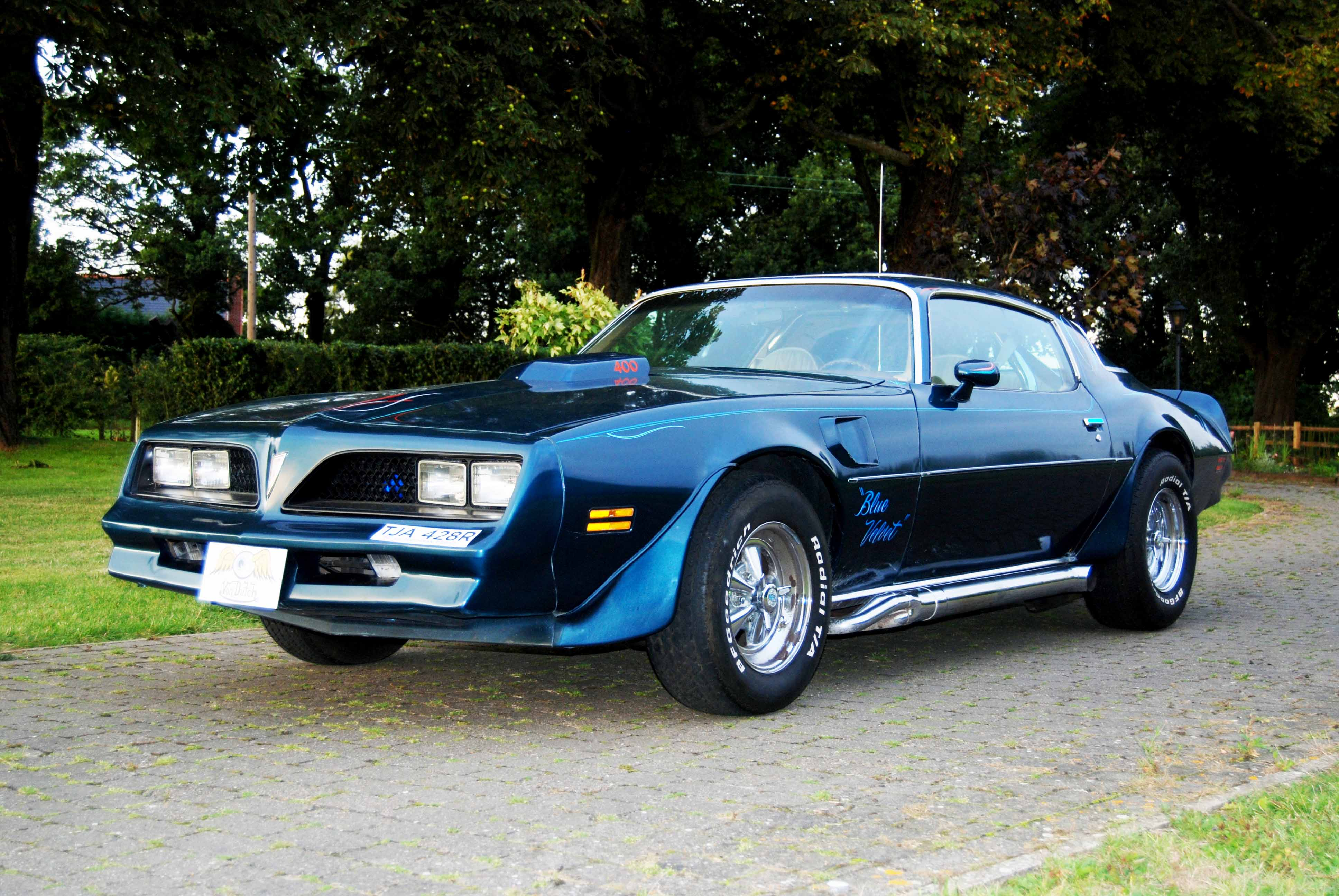
Von Dutch Blue Velvet Pontiac Firebird

## Mort
L'alcoolisme chronique de Von Dutch a conduit à des problèmes médicaux majeurs plus tard dans sa vie. Il est décédé le 19 septembre 1992 des suites de complications liées à l'alcool, laissant derrière lui ses deux filles, Lisa et Lorna. Ses cendres ont été dispersées dans l'océan Pacifique.

## Von Dutch Originals, LLC
Après sa mort, ses filles ont vendu le nom "Von Dutch" à Michael Cassel et Robert Vaughn . Von Dutch est maintenant une multinationale américaine spécialisée dans l'octroi de licences de marque, du nom de Kenny Howard. Considérant que le nom Von Dutch est maintenant une marque lucrative et sous licence, il est ironique que Kenny Howard ait déclaré : "Utilisez n'importe lequel de mes trucs que vous voulez. Rien n'est original. Tout est dans le subconscient, nous "tapons" parfois dessus et "pensons" que nous avons créé quelque chose. Les gènes font que nous nous intéressons plus ou moins à certaines choses mais rien n’est vraiment original ! Le droit d'auteur et les brevets sont pour la plupart un voyage égoïste."

## Controverse
En janvier 2004, un article d'OC Weekly révélait les tendances violentes et racistes de Howard. Robert Williams, un ami et artiste, a déclaré que Howard était " tout à fait raciste ; il ne ressemblait à personne. Il avait toutes les apparences d'un néo-nazi. Il ne pouvait tolérer les Noirs.". L'article allègue également qu'une lettre écrite peu avant la mort de Howard en 1992, alors qu'il se trouvait à l'hôpital, était terminée par un «Bye, Heil Hitler.». Après la publication de l'article, un certain nombre de détaillants ont retiré Von Dutch de leurs stocks malgré sa rentabilité.
En mai 2004, le Los Angeles Magazine décrivait de la même manière Howard relatant son alcoolisme et son comportement antisocial. Le fondateur de Von Dutch, Ed Boswell, a décrit Howard comme "un nazi artistique, un nazi esthétique et un raciste. Mais ce n'était pas un type du white -power. Il détestait trop tout le monde pour être l'un de ceux-là. C'était un provocateur. "